# Европско првенство у атлетици у дворани 1971 — 60 метара препоне за жене
Такмичење у дисциплини трчања на 60 метара са препонама у женској конкуренцији на другом Европском првенству у атлетици у дворани 1971. одржано је у Фестивалској дворани у Софији 13. и 14. марта.
Титулу европске првакиње освојену на Европском првенству у дворани 1970. у Бечу одбранила је Карин Балцер из Источне Немачке.

## Земље учеснице
Учествовале су 22 атлетичарке из 11 земаља.
1. Аустрија 1
2. Бугарска 2
3. Западна Немачка 3
4. Источна Немачка 2
5. Мађарска 1
6. Пољска  3
7. Румунија 3
8. Совјетски Савез 3
9. Холандија 2
10. Швајцарска 1
11. Шведска 1

## Рекорди
Извор:
| Рекорди пре почетка Европског првенства у дворани 1971.     | Рекорди пре почетка Европског првенства у дворани 1971. | Рекорди пре почетка Европског првенства у дворани 1971. | Рекорди пре почетка Европског првенства у дворани 1971. | Рекорди пре почетка Европског првенства у дворани 1971. | Рекорди пре почетка Европског првенства у дворани 1971. |
| ----------------------------------------------------------- | ------------------------------------------------------- | ------------------------------------------------------- | ------------------------------------------------------- | ------------------------------------------------------- | ------------------------------------------------------- |
| Светски рекорд у дворани                                    | Лиа Хитрина                                             | Совјетски Савез                                         | =8,2 кв.                                                | Беч, Аустрија                                           | 15. март 1970.                                          |
| Светски рекорд у дворани                                    | Карин Балцер                                            | Источна Немачка                                         | =8,2 кв.                                                | Беч, Аустрија                                           | 15. март 1970.                                          |
| Европски рекорд у дворани                                   | Лиа Хитрина                                             | Совјетски Савез                                         | =8,2 кв.                                                | Беч, Аустрија                                           | 15. март 1970.                                          |
| Европски рекорд у дворани                                   | Карин Балцер                                            | Источна Немачка                                         | =8,2 кв.                                                | Беч, Аустрија                                           | 15. март 1970.                                          |
| Рекорди европских првенстава у дворани                      | Лиа Хитрина                                             | Совјетски Савез                                         | =8,2 кв.                                                | Беч, Аустрија                                           | 15. март 1970.                                          |
| Рекорди европских првенстава у дворани                      | Карин Балцер                                            | Источна Немачка                                         | =8,2 кв.                                                | Беч, Аустрија                                           | 15. март 1970.                                          |
| Рекорди после завршеног Европског првенства у дворани 1971. |                                                         |                                                         |                                                         |                                                         |                                                         |
| Светски рекорд                                              | Карин Балцер                                            | Источна Немачка                                         | 8,1                                                     | Софија, Бугарска                                        | 14. март 1970.                                          |
| Светски рекорд                                              | Анели Ехард                                             | Источна Немачка                                         | 8,1                                                     | Софија, Бугарска                                        | 14. март 1970.                                          |
| Европски рекорд у дворани                                   | Карин Балцер                                            | Источна Немачка                                         | 8,1                                                     | Софија, Бугарска                                        | 14. март 1970.                                          |
| Европски рекорд у дворани                                   | Анели Ехард                                             | Источна Немачка                                         | 8,1                                                     | Софија, Бугарска                                        | 14. март 1970.                                          |
| Рекорди европских првенстава у дворани                      | Карин Балцер                                            | Источна Немачка                                         | 8,1                                                     | Софија, Бугарска                                        | 14. март 1970.                                          |
| Рекорди европских првенстава у дворани                      | Анели Ехард                                             | Источна Немачка                                         | 8,1                                                     | Софија, Бугарска                                        | 14. март 1970.                                          |

## Освајачице медаља
|                                  |                                  |                            |
| Карин Балцер 8,1 Источна Немачка | Анели Ерхард 8,1 Источна Немачка | Тереза Сукњевич 8,3 Пољска |

## Резултати
У ово дисциплини су одржане три трке: квалификације и полуфинале 13. марта, а финале 14. марта.

### Квалификације
У квалификацијама такмичарке су били подељени у четири групе: прве две са пет, а остале по шест такмичарки. У полуфинале су се квалификовале по три првопласиране из све четири групе (КВ).
| Позиција | Група | Атлетичарка          | Националност    | Време | Белешка                      |
| -------- | ----- | -------------------- | --------------- | ----- | ---------------------------- |
| 1.       | 1     | Карин Балцер         | Источна Немачка | =8,2  | ЌВ, =СРд, ЕРд,=РЕПд, =НРд' ' |
| 2.       | 3     | Анели Ерхард         | Источна Немачка | =8,2  | ЌВ, =СРд, ЕРд,=РЕПд, =НРд' ' |
| 3.       | 1     | Мета Антенен         | Швајцарска      | 8,3   | НРд                          |
| 4.       | 4     | Тереза Сукњевич      | Пољска          | 8,3   | КВ                           |
| 5.       | 1     | Данута Страшинска    | Пољска          | 8,4   | КВ                           |
| 6.       | 2     | Валерија Буфану      | Румунија        | 8,4   | КВ                           |
| 7.       | 2     | Маргит Бах           | Западна Немачка | 8,5   | КВ                           |
| 8.       | 4     | Mieke Sterk          | Холандија       | 8,5   | КВ                           |
| 9.       | 4     | Хајди Шилер          | Западна Немачка | 8,5   | КВ                           |
| 10.      | 3     | Miep van Beek        | Холандија       | 8,6   |                              |
| 11.      | 2     | Људмила Ивлева       | Совјетски Савез | 8,6   | КВ                           |
| 12.      | 2     | Гразина Рабштин      | Пољска          | 8,6   | КВ                           |
| 13.      | 3     | Татјана Кондрашева   | Совјетски Савез | 8,6   |                              |
| 14.      | 2     | Маријон Бронхолт     | Западна Немачка | 8,7   | КВ                           |
| 15.      | 2     | Гунхилд Олсон        | Шведска         | 8,7   |                              |
| 16.      | 3     | Валентина Тихомирова | Совјетски Савез | 8,7   |                              |
| 17.      | 3     | Снежана Јуркова      | Бугарска        | 8,8   | КВ                           |
| 18.      | 2     | Каталин Балог        | Мађарска        | 8,8   |                              |
| 19.      | 4     | Кармен Мер           | Аустрија        | 8,8   |                              |
| 20.      | 3     | Пенка Соколова       | Бугарска        | 8,9   |                              |
| 21.      | 3     | Валерија Бидулеа     | Румунија        | 8,9   |                              |
| 22.      | 4     | Елена Мирза          | Румунија        | 9,1   |                              |

### Полуфинале
Полуфиналисткиње су биле подељене у две групе по шест атлетичаркаки, а за шест места у финалу су се пласирала по три првопласиране из обе групе (КВ).
| Позиција | Група | Атлетичарка       | Националност    | Време              | Белешка                     |
| -------- | ----- | ----------------- | --------------- | ------------------ | --------------------------- |
| 1.       | 2     | Анели Ерхарт      | Источна Немачка | =8,2               | ЌВ, =СРд, ЕРд,=РЕПд, =НРд ' |
| 2.       | 1     | Карин Балцер      | Источна Немачка | 8,3                | КВ                          |
| 3.       | 1     | Тереза Сукњевич   | Пољска          | 8,3                | КВ                          |
| 4.       | 2     | Мата Антенен      | Швајцарска      | 8,3                | КВ, =НРд                    |
| 5.       | 1     | Валерија Буфану   | Румунија        | 8,4                | КВ                          |
| 6.       | 1     | Маргит Бах        | Западна Немачка | 8,5                |                             |
| 7.       | 2     | Данута Страшинска | Пољска          | 8,5                | КВ                          |
| 8.       | 2     | Гразина Рабштин   | Пољска          | 8,5                |                             |
| 9.       | 1     | Људмила Ивлева    | Совјетски Савез | 8,6                |                             |
| 10.      | 2     | Mieke Sterk       | Холандија       | 8,6                |                             |
| 11.      | 2     | Маријон Бронхолт  | Западна Немачка | 8,7                |                             |
| 12.      | 2     | Хајди Шилер       | Западна Немачка | Није завршила трку | Није завршила трку          |

### Финале
Извор:
| Пласман | Атлетичарка       | Земља           | Резултат | Белешка             |
| ------- | ----------------- | --------------- | -------- | ------------------- |
|         | Карин Балцер      | Источна Немачка | 8,1      | СРд, ЕРд, РЕПд, НРд |
|         | Анели Ерхарт      | Источна Немачка | 8,1      | СРд, ЕРд, РЕПд, НРд |
|         | Тереза Сукњевич   | Пољска          | 8,3      |                     |
| 4.      | Мета Антенен      | Швајцарска      | 8,3      | =НРд                |
| 5.      | Данута Страшинска | Пољска          | 8,5      |                     |
| 6.      | Валерија Буфану   | Румунија        | 8,9      |                     |

## Укупни биланс медаља у трци на 60 метара са препонама за жене после 2. Европског првенства на отвореном 1970—1971.
|    | Земља           |   |   |   |   |
| -- | --------------- | - | - | - | - |
| 1. | Источна Немачка | 2 | 1 | 0 | 3 |
| 2. | СССР            | 0 | 1 | 0 | 1 |
| 3. | Пољска          | 0 | 0 | 2 | 2 |
|    | Укупно {3}      | 2 | 2 | 2 | 6 |

|    | Атлетичар        | Земља           |   |   |   |   |
| -- | ---------------- | --------------- | - | - | - | - |
| 1. | Карин Балцер     | Источна Немачка | 2 | 0 | 0 | 2 |
| 2. | Тереза Сукљњевић | Пољска          | 0 | 0 | 2 | 2 |

## Рефренце
1. ↑  „17. Светско првенство у атлетици у дворани: IAAF Statistics Handbook. Бирмингем 2018.” (pdf). Monte Carlo: IAAF Media & Public Relations Department. 2018. стр. 349. Приступљено 30. новембар 2018.
2. ↑  Резултати квалификација на 60 м препоне за жене сајт maik-richter.de
3. ↑  Резултати полуфинала на 60 м препоне за жене сајт maik-richter.de
4. ↑  Резултати финалне трке на 60 м препоне за жене сајт maik-richter.de